# Knives
Knives es el cuarto álbum de estudio de la banda estadounidense de Post hardcore Aiden. Fue lanzado el 11 de mayo de 2009 en el Reino Unido y al día siguiente en los Estados Unidos bajo el sello discográfico Victory Records. El 1 de abril del mismo año, «Scavengers of the demand» fue anunciado como el primer sencillo del disco.

## Canciones
1. «Killing machine» - 2:25
2. «Let the right one in» - 3:02
3. «Scavengers of the dammed» - 2:42
4. «Elizabeth» - 2:28
5. «Cruzifiction» - 2:41
6. «The asylum» - 2:47
7. «Portrait» - 1:38
8. «Excommunicate» - 2:36
9. «King on holiday» - 1:58
10. «Black market hell» - 12:37

- Datos: Q9017764